# Universidad Laboral di Gijón

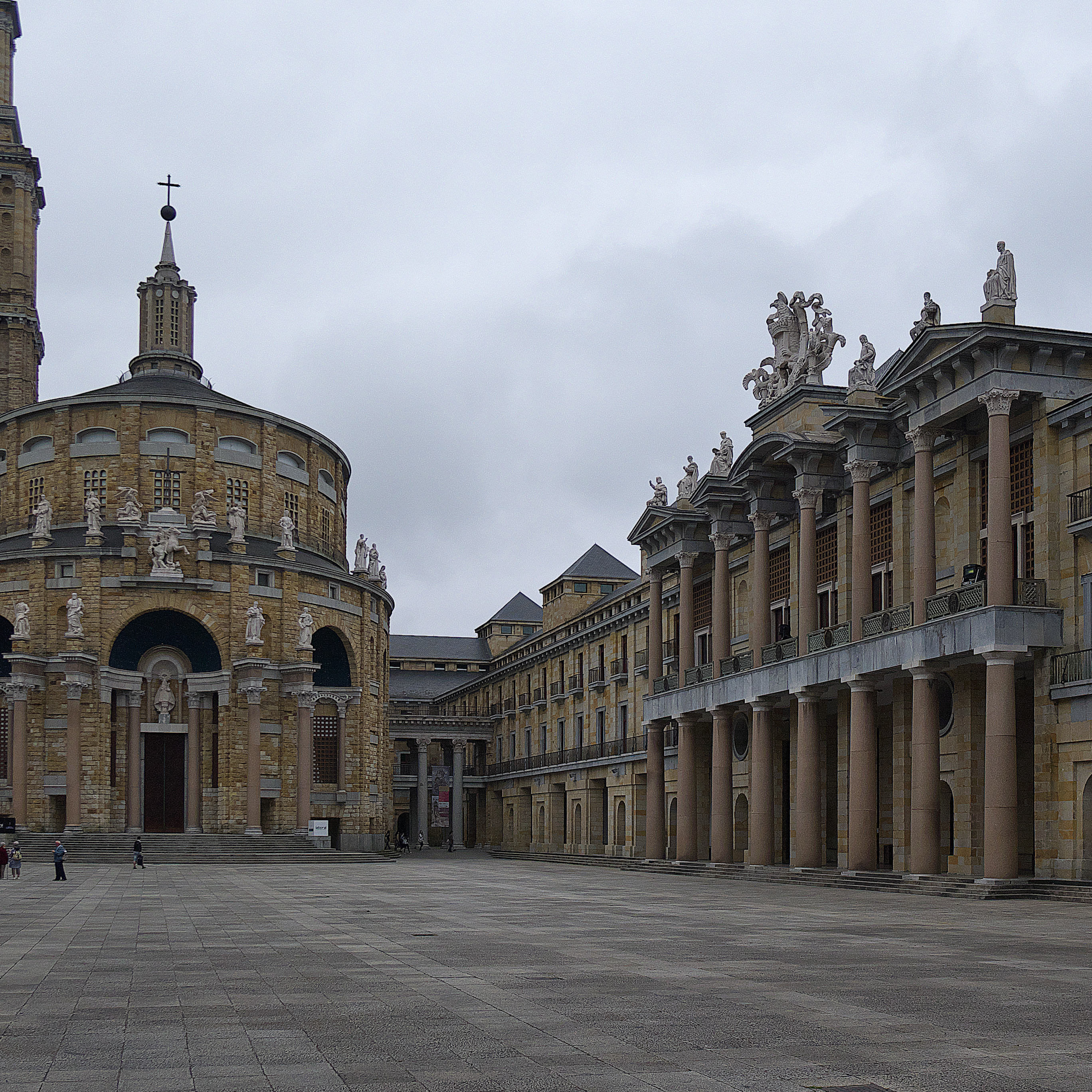
La facciata e la chiesa

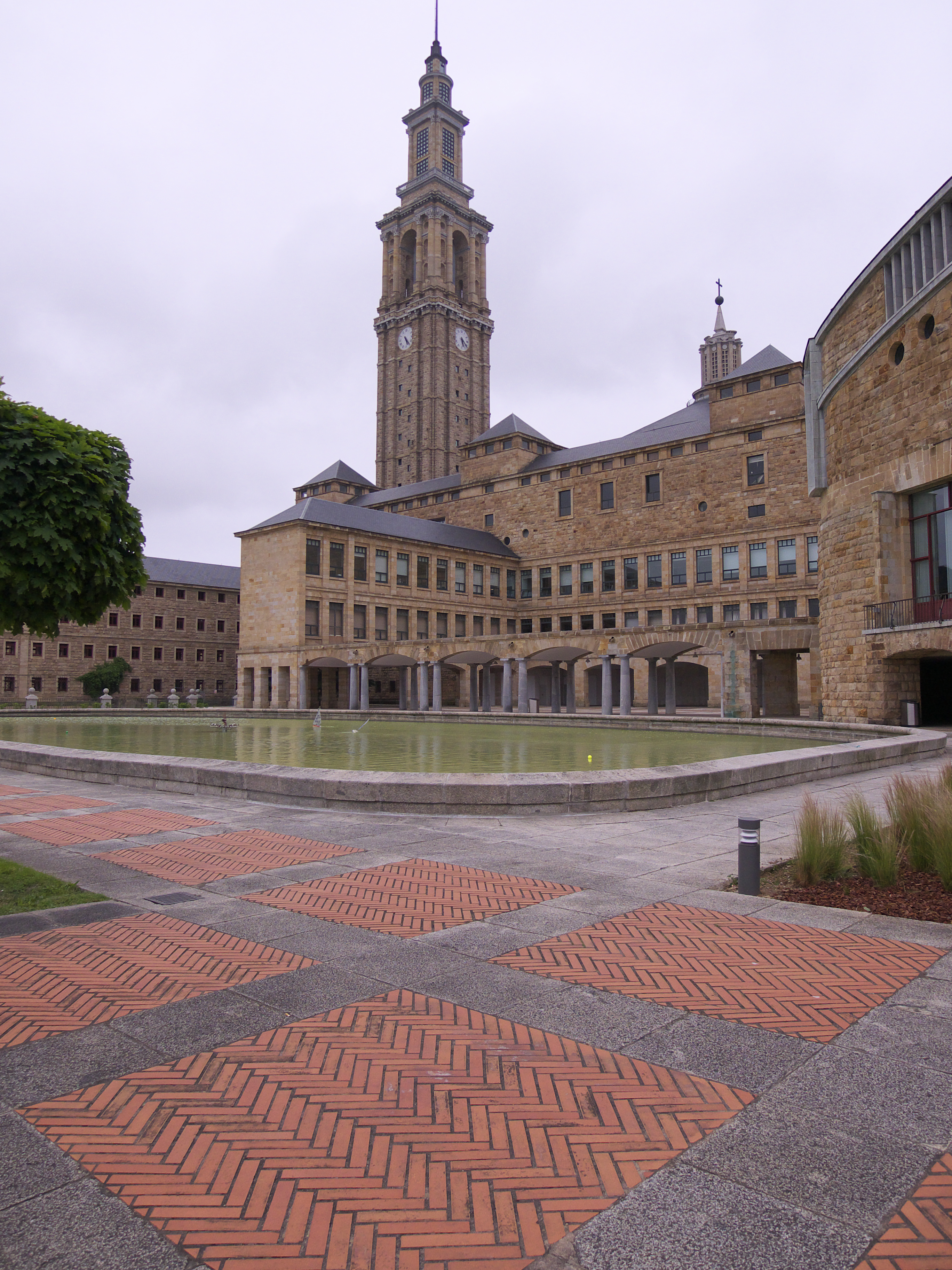
La torre

L'Universidad Laboral di Gijón è un edificio situato a Gijón. Costruito tra il 1946 e il 1956, occupa 270000 m² ed è la più grande costruzione della Spagna.
Basato sul Partenone, presenta una torre ispirata alla Giralda alta 117 m. All'interno ospita un teatro. 
Il 19 maggio 2016 viene dichiarato Bien de Interés Cultural.